# Bros-diszkográfia
Ez a szócikk az angol Bros együttes diszkográfiája, mely 3 stúdióalbumot, 2 válogatást, 13 videóklipet, és 14 kislemezt, 1 koncertalbumot tartalmaz

## Albumok
| Cím                                 | Album megjelenés                                                               | Legjobbchart helyezés | Legjobbchart helyezés | Legjobbchart helyezés | Legjobbchart helyezés | Legjobbchart helyezés | Legjobbchart helyezés | Legjobbchart helyezés | Legjobbchart helyezés | Legjobbchart helyezés | Legjobbchart helyezés | Legjobbchart helyezés | Díjak, jelölések                          |
| Cím                                 | Album megjelenés                                                               | UK                    | AUS                   | AUT                   | GER                   | JPN                   | NLD                   | NZ                    | NOR                   | SWE                   | SWI                   | US                    | Díjak, jelölések                          |
| ----------------------------------- | ------------------------------------------------------------------------------ | --------------------- | --------------------- | --------------------- | --------------------- | --------------------- | --------------------- | --------------------- | --------------------- | --------------------- | --------------------- | --------------------- | ----------------------------------------- |
| Push                                | - Megjelent: 1988 március 28 - Label: CBS Music Group - Formátum: LP,MC, CD    | 2                     | 4                     | 14                    | 6                     | 49                    | 32                    | 1                     | 6                     | 29                    | 3                     | 171                   | - UK: 4×Platina - GER: Arany - SWI: Arany |
| The Time                            | - Megjelent: 1989 október 16 - Label: CBS Music Group - Formátum: LP,MC, CD    | 4                     | 34                    | —                     | 34                    | 11                    | 90                    | —                     | —                     | 42                    | —                     | —                     | - UK: Arany                               |
| Changing Faces                      | - Megjelent: 1991 szeptember 30 - Label: CBS Music Group - Formátum: LP,MC, CD | 18                    | —                     | —                     | —                     | 78                    | —                     | —                     | —                     | —                     | —                     | —                     |                                           |
| The Best Remixes                    | - Megjelent: 1991 (Csak Japánban) - Label: Epic/Sony - Formátum: CD            | —                     | —                     | —                     | —                     | —                     | —                     | —                     | —                     | —                     | —                     | —                     |                                           |
| The Best of Bros                    | - Megjelent: 2004 április 5 - Label: Columbia - Formátum: CD                   | 128                   | —                     | —                     | —                     | —                     | —                     | —                     | —                     | —                     | —                     | —                     |                                           |
| I Owe You Nothing: The Best Of Bros | - Megjelent: 2011 február 14 - Label: RCA Camden - Formátum: CD                | —                     | —                     | —                     | —                     | —                     | —                     | —                     | —                     | —                     | —                     | —                     |                                           |

## Válogatás albumok
| Cím                                 | Album megjelenés                                                    | Díjak, jelölések |
| ----------------------------------- | ------------------------------------------------------------------- | ---------------- |
| The Best of Bros                    | Megjelent: 2004. március 1. Label: Columbia Formátum: CD            | - UK: Ezüst      |
| I Owe You Nothing: The Best of Bros | Megjelent: 2011 Label: Sony Music Formátum: CD                      |                  |
| Bros: Gold                          | Megjelent: 2020. március 27. Label: Demon Records Formátum: LP · CD |                  |

## Remix album
- The Best Remixes (1991)

## Kislemezek
| Év                                                                    | Cím                                      | Legjobb slágerlistás helyezés | Legjobb slágerlistás helyezés | Legjobb slágerlistás helyezés | Legjobb slágerlistás helyezés | Legjobb slágerlistás helyezés | Legjobb slágerlistás helyezés | Legjobb slágerlistás helyezés | Legjobb slágerlistás helyezés | Legjobb slágerlistás helyezés | Legjobb slágerlistás helyezés | Legjobb slágerlistás helyezés | Legjobb slágerlistás helyezés | Díjak, jelölések | Album          |
| Év                                                                    | Cím                                      | UK                            | AUS                           | AUT                           | BEL                           | FRA                           | GER                           | IRE                           | NED                           | NZ                            | NOR                           | SWE                           | SWI                           | Díjak, jelölések | Album          |
| --------------------------------------------------------------------- | ---------------------------------------- | ----------------------------- | ----------------------------- | ----------------------------- | ----------------------------- | ----------------------------- | ----------------------------- | ----------------------------- | ----------------------------- | ----------------------------- | ----------------------------- | ----------------------------- | ----------------------------- | ---------------- | -------------- |
| 1987                                                                  | "I Owe You Nothing"                      | 80                            | —                             | —                             | —                             | —                             | —                             | —                             | —                             | —                             | —                             | —                             | —                             |                  | Push           |
| 1987                                                                  | "When Will I Be Famous?"                 | 2                             | 5                             | 9                             | 4                             | 7                             | 4                             | 1                             | 5                             | 43                            | 2                             | 20                            | 2                             |                  | Push           |
| 1988                                                                  | "Drop the Boy"                           | 2                             | 9                             | 17                            | 34                            | —                             | 9                             | 1                             | 23                            | 8                             | 2                             | —                             | 5                             | - UK: Ezüst      | Push           |
| 1988                                                                  | "I Owe You Nothing" (re-release)         | 1                             | 6                             | —                             | 4                             | 7                             | 13                            | 2                             | 5                             | 5                             | —                             | —                             | 9                             |                  | Push           |
| 1988                                                                  | "I Quit"                                 | 4                             | 14                            | —                             | 17                            | 25                            | 38                            | 23                            | 30                            | 47                            | —                             | —                             | —                             |                  | Push           |
| 1988                                                                  | "Cat Among the Pigeons" / "Silent Night" | 2                             | 15                            | —                             | —                             | 41                            | 26                            | 4                             | 91                            | 27                            | —                             | —                             | —                             | - UK: Ezüst      | Push           |
| 1989                                                                  | "Too Much"                               | 2                             | 11                            | —                             | 21                            | 37                            | 28                            | 1                             | 42                            | 6                             | —                             | —                             | 24                            | - UK: Ezüst      | The Time       |
| 1989                                                                  | "Chocolate Box"                          | 9                             | 23                            | —                             | 35                            | —                             | —                             | 2                             | 87                            | 29                            | —                             | —                             | —                             |                  | The Time       |
| 1989                                                                  | "Sister"                                 | 10                            | 98                            | —                             | 36                            | —                             | —                             | 5                             | —                             | —                             | —                             | —                             | —                             |                  | The Time       |
| 1990                                                                  | "Madly in Love"                          | 14                            | 68                            | —                             | 29                            | —                             | —                             | 7                             | —                             | —                             | —                             | —                             | —                             |                  | The Time       |
| 1991                                                                  | "Are You Mine?"                          | 12                            | 98                            | —                             | 27                            | —                             | —                             | 6                             | —                             | —                             | —                             | 30                            | —                             |                  | Changing Faces |
| 1991                                                                  | "Try"                                    | 27                            | —                             | —                             | 39                            | —                             | —                             | —                             | —                             | —                             | —                             | —                             | —                             |                  | Changing Faces |
| 2017                                                                  | "Love Can Make You Fly"                  | —                             | —                             | —                             | —                             | —                             | —                             | —                             | —                             | —                             | —                             | —                             | —                             |                  | Nem album dal  |
| "—" Nem volt slágerlistás helyezés, vagy nem jelent meg az országban. |                                          |                               |                               |                               |                               |                               |                               |                               |                               |                               |                               |                               |                               |                  |                |

## Videoklipek
- 1987 – "I Owe You Nothing"
- 1987 – "When Will I Be Famous?"
- 1988 – "Drop the Boy"
- 1988 – "I Owe You Nothing" (reissue)
- 1988 – "I Quit"
- 1988 – "Cat Among the Pigeons"
- 1988 - "Silent Night"
- 1989 – "Too Much"
- 1989 – "Chocolate Box"
- 1989 – "Sister"
- 1990 – "Madly in Love"
- 1991 – "Are You Mine?"
- 1991 – "Try"

## Videógráfia
A Bros két videót jelentetett meg. Először a "Push Live Tour" című, mely 1988-ban VHS-en és Laserdiscen jelent meg Japánban. A felvételt a Hammersmith Apollo koncertteremben vették fel. A második megjelent kiadvány a "Push Over" mely a "Push" album zenei videót itartalmazza.
- The Big Push Tour Live (1988)
- Push Over (1989)
- The Big Picture (2004)

Filmográfia
- Bros: After the Screaming Stops (2018)[35]